# Allan Boase

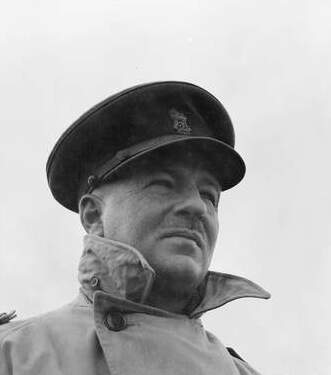
Allan Boase (1. Januar 1942)

Allan Joseph Boase, CBE (* 19. Februar 1894 in Gympie, Queensland; † 1. Januar 1964 in East St. Kilda, Melbourne, Victoria) war ein australischer Offizier und zuletzt Generalleutnant der Australian Army.

## Leben
Allan Joseph Boase war der vierte Sohn des Journalisten Charles Boase und dessen Ehefrau Harriett Jane Hughes, die beide aus England eingewandert sind. Sein älterer Bruder Leonard Charles Boase (1888–1975) diente im Ersten Weltkrieg und wurde für seine Verdienste und Tapferkeit mit dem Distinguished Service Order sowie dem Military Cross (MC) ausgezeichnet. Er selbst besuchte die Brisbane Grammar School (BGS) und begann anschließend eine Offiziersausbildung am Royal Military College Duntroon. Nach deren Abschluss im August 1914 wurde er zu Beginn des Ersten Weltkrieges zum 9. Bataillon der Australian Imperial Force (AIF) versetzt und im September 1914 ins Khedivat Ägypten verschifft. Nach der Landung auf der Halbinsel Gelibolu am 25. April 1915 nahm er an der Schlacht von Gallipoli teil, die am 19. Februar 1915 begonnen hatte. Er und sein Zug waren Teil der Vorhut, die „Lone Pine“ erreichte. Sie zogen sich unter Beschuss zurück und verschanzten sich am nächsten Tag bei „Daisy Patch“. Boase wurde verwundet und evakuiert; sein Boot kenterte und er entkam knapp dem Ertrinken. Im September 1915 trat er wieder seiner Einheit bei, ehe er im Juni 1916 an die Westfront versetzt wurde. Am 1. Dezember 1916 wurde er im 12. Bataillon zum Major befördert und übernahm später Aufgaben als Stabsoffizier, ehe im Januar 1918 nach Australien zurückkehrte.
Boase fand in der Zwischenkriegszeit zunächst Verwendung im 5. Militärbezirk in Perth und wurde im Mai 1921 zur 13. Gemischten Brigade versetzt, ehe er 1923 eine Ausbildung am Staff College Camberley begann, der Generalstabsakademie der British Army. Nach seiner Rückkehr fand er verschiedene Verwendungen als Stabsoffizier in Perth sowie Melbourne und war unter anderem zwischen dem 23. November 1932 und dem 9. März 1937 Erster Generalstabsoffizier der 3. Infanteriedivision (3rd Australian Infantry Division), wobei er in dieser Stellung am 27. Juni 1936 den Brevet-Rang eines Oberstleutnants (Brevet Lieutenant-Colonel) verliehen bekam. Während er vom 10. März 1937 bis zum 10. April 1939 als Austauschoffizier nach Britisch-Indien versetzt wurde, erfolgte am 1. Juli 1937 seine Beförderung zum Oberstleutnant (Lieutenant-Colonel). Im Anschluss war er zwischen dem 3. Mai und dem 1. November 1939 Erster Generalstabsoffizier der 4. Infanteriedivision (4th Australian Infantry Division) sowie nach seiner Beförderung zum Oberst (Colonel) vom 2. November 1939 bis zum 28. April 1940 Kommandant der Command & Staff School in Sydney. Im Laufe des Zweiten Weltkrieges war er zunächst zwischen dem 4. April und dem 26. November 1940 Assistierender Adjutant und Generalquartiermeister der im Mittleren Osten eingesetzten 7. Infanteriedivision (7th Australian Infantry Division). Nachdem ihm der vorübergehende Rang eines Brigadegenerals (Temporary Brigadier) verliehen wurde, fungierte er vom 27. November 1940 bis zum 24. Januar 1941 als verantwortlicher Verwaltungsstabsoffizier für die Basis- und Etappenkommunikationseinheiten der Australian Imperial Force im Mittleren Osten. Dort war er in der Folgezeit zwischen dem 25. Januar und dem 13. August 1941 Kommandeur des Basisgebietes der AIF sowie vom 14. August 1941 bis zum 6. März 1942 Kommandeur der ebenfalls im Mittleren Osten eingesetzten 16. Infanteriebrigade (16th Australian Infantry Brigade). In Anerkennung tapferer und herausragender Verdienste im Nahen Osten im Zeitraum Juli 1941 bis Oktober 1941 wurde er am 16. April 1942 zum Commander des Order of the British Empire (CBE) ernannt.
Nachdem ihm der vorübergehende Rang eines Generalmajors (Temporary Major-General) verliehen wurde, wurde Allan Boase nach Ceylon versetzt und war zwischen dem 7. März und dem 13. September 1942 Kommandeur der dortigen Australian Imperial Force. Am 1. September 1942 erfolgte seine Beförderung zum Generalmajor (Major-General), woraufhin er vom 14. September 1942 bis zum 11. November 1943 den Posten als Generalmajor im Generalstab der Ersten Armee (First Australian Army), deren damaliger Kommandeur Generalleutnant John Lavarack war. Während der Schlacht um Neuguinea (23. Januar 1942 bis 13. September 1945) wurde er als Nachfolger von Generalmajor Cyril Clowes am 12. September 1943 Kommandeur der im Territorium Neuguinea eingesetzten 11. Infanteriedivision (11th Australian Infantry Division), mit der er in der Folgezeit die Vorstöße gegen Markham Valley, Ramu Valley und die Finisterre Range (19. September 1943 bis 24. April 1944) durchführte. Er behielt dieses Kommando bis zum 3. April 1945 und wurde daraufhin von Generalmajor Alan Ramsay abgelöst. Daraufhin übernahm er am 4. April 1945 den Posten als Oberkommandierender des Heereskommandos West (General Officer Commander in Chief, Western Command) in Perth, das aus dem früheren 5. Militärbezirk hervorgegangen war. Dieses Kommando hatte er bis zum 22. März 1946 inne und war im Anschluss im Vereinigten Königreich zwischen dem 10. Juni 1946 und dem 10. März 1948 erst Vertreter des Heeres und des Heeresstabes (Australian Army Staff) sowie im Anschluss vom 11. März 1948 bis zum 10. März 1949 dortiger Vertreter der Verteidigungsstreitkräfte Australiens (Australian Defence Force).
Nach seiner Rückkehr wurde ihm der vorübergehende Rang eines Generalleutnants (Temporary Major-General) verliehen, woraufhin Boase zwischen dem 12. März 1949 und dem 20. Februar 1951 sowohl Oberkommandierender des Heereskommandos Süd (General Officer Commander in Chief, Southern Command) als auch Kommandeur des 3. Militärbezirks (District Officer Commanding 3rd Military District) in Melbourne war. Anschließend schied er am 20. Februar 1951 aus dem aktiven Militärdienst und trat in den Ruhestand. Er verstarb am 1. Januar 1964 an den Folgen eines Koronarverschlusses. Aus seiner am 30. August 1922 in der St Andrew’s Presbyterian Church in Perth geschlossenen Ehe mit Williamina Boyd Norman gingen eine Tochter und ein Sohn hervor. Der Sohn Neil Boase diente als Commodore in der Royal Australian Navy (RAN).

## Hintergrundliteratur
- C. E. W. Bean: The Story of Anzac, Band 1, Sydney, 1921
- C. E. W. Bean: The A.I.F. in France, 1916, Sydney, 1929
- C. E. W. Bean: The A.I.F. in France, 1918, Sydney, 1937
- G. Long: To Benghazi, Canberra, 1952
- G. Long: Greece, Crete and Syria, Canberra, 1953
- D. McCarthy: South-West Pacific Area—First Year, Canberra, 1959
- D. Dexter: The New Guinea Offensives, Canberra, 1961
- K. Willey: The First Hundred Years, Melbourne, 1968